# Хобан, Рассел
Рассел Конуэл Хобан (англ. Russell Conwell Hoban; 4 февраля 1925, Лансдейл, Пенсильвания — 13 декабря 2011, Лондон) — англо-американский писатель-фантаст, сценарист.

## Биография
Рассел Хобан родился в Пенсильвании в семье еврейских иммигрантов из Острога. Его отец, Абрам Хобан, был менеджером издающейся на идише ежедневной газеты «Форвертс» и директором актёрской гильдии бундистского рабочего объединения Арбетер Ринг в Филадельфии, а также постановщиком спектаклей еврейской и русской классики на идише, в которых принимал участие и его сын. Абрам Хобан умер в 1936 году, когда его сыну было 11 лет, и воспитанием Рассела и двух его сестёр (Таны, 1917—2002, впоследствии фотографа и иллюстратора, и Фриды, род. 1919) занималась мать, Джанет Диммерман. В 18-летнем возрасте Хобан был призван в действующую армию, служил на Филиппинах и в Италии, и во время воинской службы в 1944 году женился на Лилиан Эйберман, ставшей впоследствии детской писательницей.